# حنش أندرياس
حنش أندرياس (الاسم العلمي: Coluber andreanus) (بالإنجليزية: Andreas' racer)‏ هو نوع من الزواحف يتبع جنس الحنش من فصيلة الأحناش.